# Everton F.C.
Everton Football Club – angielski klub piłkarski założony w 1878 roku w Liverpoolu, w dzielnicy Everton. Spędził najwięcej sezonów w najwyższej klasie rozgrywkowej w Anglii – sezon 2017/18 jest 115. Od 1954 nieprzerwanie gra w najwyższej klasie rozgrywkowej. Everton jest jednym z 12 klubów – założycieli angielskiej ekstraklasy w 1888 roku.

## Historia

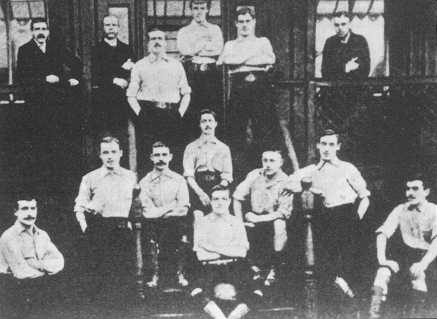
Everton w roku 1891

Everton to najstarszy angielski pierwszoligowiec. Został założony w 1878 roku pod nazwą St. Domingo FC, jednak już rok później przekształcił się w Everton Football Club. W 1888 roku wraz z jedenastoma innymi klubami założył angielską ekstraklasę. Już dwa lata później został wicemistrzem Anglii, zaś w 1891 roku wygrał po raz pierwszy te rozgrywki. Pierwszy raz w rozgrywkach Pucharu Anglii Everton zwyciężył w 1906 roku pokonując w finale 1:0 Newcastle United po golu Alexa Younga. Po raz drugi mistrzostwo kraju zdobyli w sezonie 1914/15. Po raz kolejny Everton zdobył tytuł w sezonie 1927/28. Do tego osiągnięcia przyczynił się Dixie Dean, który zdobył w tamtym sezonie 60 goli w 39 meczach. Po 42 latach gry w najwyższej klasie rozgrywkowej w Anglii, klub spadł w sezonie 1929/30 do drugiej ligi. Po jednym sezonie w Second Division awansował z mistrzowskim tytułem i rekordową liczbą zdobytych goli w drugiej lidze (121 goli). Następny sezon (1931/32) w Division One, także zakończyli na pierwszym miejscu, zdobywając po raz czwarty mistrzostwo Anglii. W 1933 roku Everton powiększa pulę swoich zdobyczy o Puchar Anglii. Na Wembley Everton F.C. pokonał w finale Manchester City, 3:0 Pasmo sukcesów z lat 30. zakończyło zdobycie w sezonie 1938/39 piątego mistrzostwa Anglii. Wybuch II wojny światowej ponownie doprowadził do zawieszenia rozgrywek, a kiedy oficjalne zawody wznowiono w 1946 roku, Everton już nie był tym samym zespołem co przed wojną. Po raz drugi Everton spadł do Second Division w sezonie 1950/51 i grał tam przez trzy lata. W sezonie 1953/54, zajmując drugie miejsce i ponownie znalazł się w angielskiej elicie. Ostatni triumf w najwyższej klasie rozgrywkowej to rok 1987. Ostatni raz Everton wygrał Puchar Anglii w 1995 roku, po pokonaniu na Wembley Manchesteru United 1:0.
Jedynym jak do tej pory sukcesem w pucharach europejskich było zdobycie Pucharu Zdobywców Pucharów w sezonie 1984/85. Najpierw pokonał University College Dublin, a następnie Inter Mediolan, Fortunę Sittard oraz Bayern Monachium. W finale Everton pokonał Rapid Wiedeń.
W sezonie 1985/86 klub nie uczestniczył w rozgrywkach Pucharu Europy, ponieważ angielskie drużyny zostały wykluczone z europejskich pucharów na pięć lat po tragedii na brukselskim stadionie Heysel, w której zginęło 39 osób.
W roku 2002 klub objął David Moyes. W sezonie 2002/03 klub zajął 7. miejsce w 2003, zaś rok później uplasował się na pozycji 17. W lecie 2004 roku klub opuścił Wayne Rooney, który przeniósł się do Manchesteru United za 20 mln. W sezonie 2004/2005 klub zajął najwyższe miejsce w Premier League od momentu jej powstania, plasując się na 4. miejscu gwarantującym start w kwalifikacjach do Ligi Mistrzów. W tabeli ligowej Evertonowi nie powodziło się najlepiej, po 8 kolejkach klub zdobył zaledwie 3 punkty. Dopiero w nowym roku The Toffees przegrali jeden mecz z jedenastu i uplasowali się na dziewiątej pozycji. Przed sezonem 2006/07 Everton pobił swój rekord jeśli chodzi o transfery, kupując za 8,6 miliona napastnika Crystal Palace Andy’ego Johnsona. Na koniec rozgrywek udało się awansować do rozgrywek Pucharu UEFA. Przed kolejnym sezonem David Moyes znów pobił rekord klubu, wynoszący 11,25 mln funtów za nigeryjskiego napastnika Yakubu Aiyegbeni.
Sezon 2007/08 był jednym z najlepszych w wykonaniu The Toffees w przeciągu ostatnich lat. Po przeciętnym początku zawodnicy Evertonu zanotowali serię 13 spotkań bez porażki, w tym wysokie zwycięstwo 7:1 z Sunderlandem. W Pucharze UEFA, udało się wyjść z grupy, lecz w kolejnej rundzie klub przegrał po rzutach karnych z Fiorentiną. W sezonie 2008/2009 do klubu dołączył Belg Marouane Fellaini, którego suma wyniosła 15 mln funtów. W tamtym sezonie Everton przegrał z Chelsea w finale Pucharu Anglii 2:1. W sezonie 2010/11 Everton zajął 7. miejsce w lidze z dorobkiem 54 punktów. Następny sezon był dla The Toffees bardzo podobny, gdyż zajęli tę samą pozycję.
W sezonie 2013/14 z klubem rozstał się menadżer David Moyes, który przyjął propozycję pracy w Manchesterze United. Jego stanowisko zajął hiszpański trener Roberto Martínez. 4 stycznia klub rozegrał pierwszy mecz w Pucharze Anglii pod wodzą nowego menadżera; Everton wygrał spotkanie ze Stevanage 4:0. 28 stycznia Everton uległ w derbach z Liverpoolem 0:4; to największa porażka w Merseyside Derby Evertonu od 1982 roku. Ostatecznie Everton zajął 5. miejsce i nie zakwalifikował się do Ligi Mistrzów. 30 lipca 2014 do klubu przeszedł Romelu Lukaku, który wcześniej był wypożyczony. Belg kosztował 28 mln, co jest rekordem transferowym Evertonu. Ostatecznie rozgrywki Everton zakończył na 11. miejscu, co było jednym z największych rozczarowań Premier League. Po sezonie Martínez został zwolniony, a nowym menadżerem został Ronald Koeman.

## Stroje
W ciągu pierwszych lat Everton miał kilka różnych kolorów, które znajdowały się na strojach. Początkowo stroje były pokryte niebiesko białymi pasami. Potem jednak zdecydowano się na czarny kolor koszulek. W 1892 roku stroje były różowo-niebieskie, a spodenki były koloru granatowego. W sezonie 1901–1902 po raz pierwszy na koszulkach pojawił się niebieski kolor, a spodenki były białe. Everton grał w jaśniejszych odcieniach strojów w latach 1930–1931 i 1997-98. Od 1968 roku niebiesko-białe barwy stały się podstawowym kolorem noszonym na strojach. W ostatnich latach najczęściej na zestawy wyjazdowe Everton używa odcieni szarych, czarnych, białych, bądź też żółtych.

## Herb

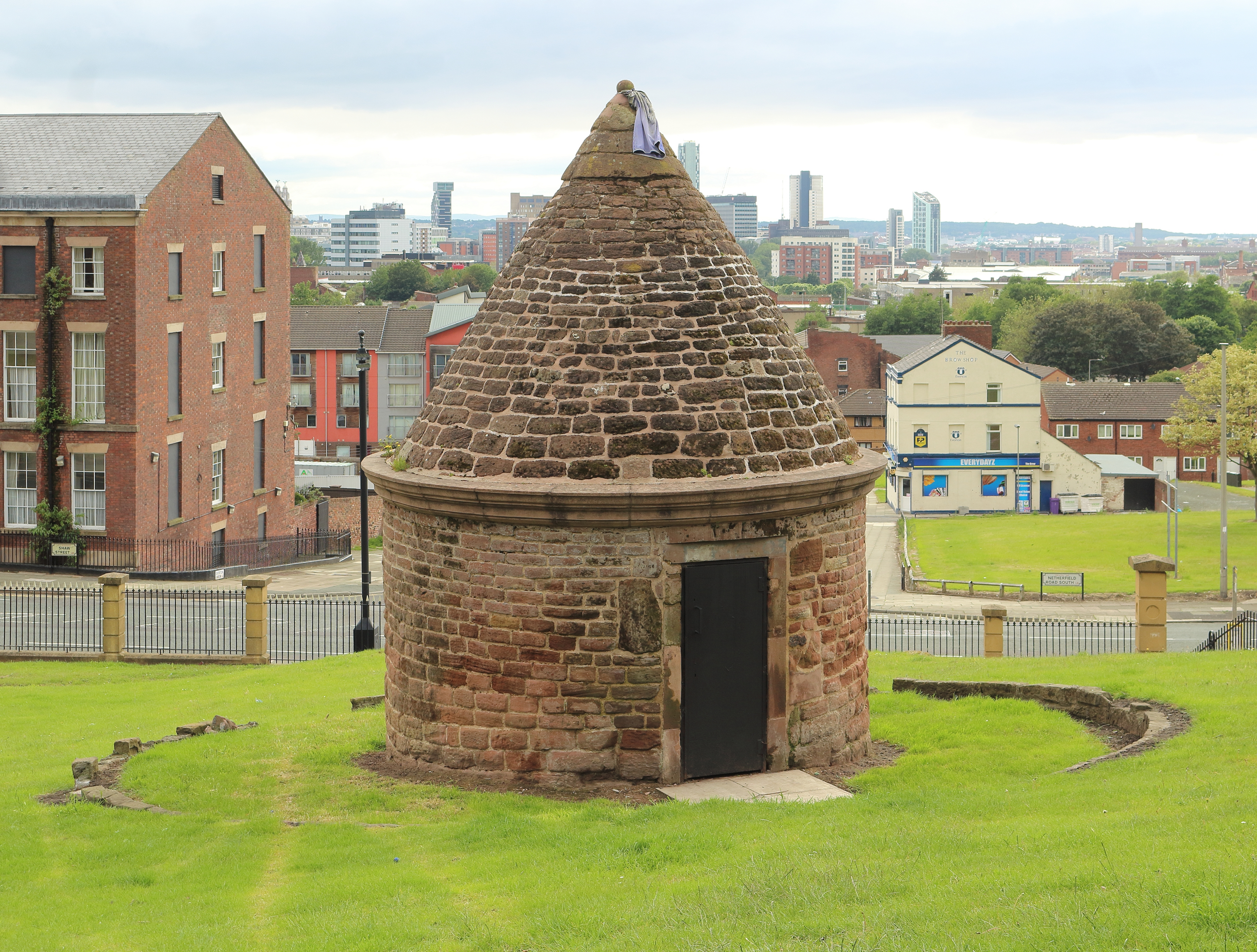
Wieża, która widnieje w herbie Evertonu

Herb Evertonu to jeden z najbardziej rozpoznawalnych herbów klubowych w Anglii. Znajdują się na nim: wieża, dwa wieńce laurowe będące symbolem zwycięstwa, cyfry oznaczające oczywiście datę założenia klubu oraz motto.
Herb powstał pod koniec sezonu 1937/38 z inicjatywy sekretarza Evertonu Theo Kelly’ego, który chciał stworzyć krawaty dla wszystkich członków klubu. Podstawowym kolorem miał być niebieski, natomiast Kelly miał sporządzić projekt herbu umieszczonego na krawatach. Po raz pierwszy krawaty były noszone 27 sierpnia 1938 roku podczas wygranego 2-0 meczu z Blackpool. Cztery dni później pojawiły się na Goodison Park przy wygranym 3-0 spotkaniu z Coventry City. Zostały one uznane jako szczęśliwe dla zespołu, który rozpoczął sezon od 6 kolejnych zwycięstw i na koniec został po raz piąty mistrzem kraju. Herb klubu nie był jednak noszony na koszulkach, gdzie do 1980 roku znajdowały się haftowane litery EFC. Właśnie w latach 80. oprócz liter dodano wieżę oraz wieńce laurowe, a następnie wprowadzono herb wyglądem bardzo zbliżony do obecnego. W 1998 roku dodano datę założenia klubu i napis ‘Everton’, ale elementy te pojawiły się na koszulkach dopiero w roku 2000. Występująca w herbie wieża znajduje się przy Netherfield Road w dzielnicy Everton. Jest ona nazywana the Beacon, the Tower, Prince Rupert’s Tower, the Roundhouse, Stewbum’s Palace czy the Stone Jug. Została zbudowana w 1787 roku i pierwotnie była używana jako cela dla przestępców. Później była używana przez pracowników rady miasta do składowania swoich narzędzi. W maju 1997 roku ówczesny prezes Evertonu, Peter Johnson przeznaczył 15 tysięcy funtów na renowację jednego z większych symboli klubu. Na herbie znajduje się też łaciński napis Nil Satis Nisi Optimum, tłumaczony jako 'Nothing will be satisfactory except that which is optimum’, 'Only the best will do’ lub 'Nothing but the best is good enough’. Oznacza to: nic, co nie najlepsze, nie jest wystarczająco dobre.

## Sukcesy
Krajowe
- Mistrzostwo Anglii (9): 1891, 1915, 1928, 1932, 1939, 1963, 1970, 1985, 1987
- Wicemistrz Anglii (7): 1890, 1895, 1902, 1905, 1909, 1912, 1986
- Puchar Anglii (5): 1906, 1933, 1966, 1984, 1995
- Finalista Pucharu Anglii (8): 1893, 1897, 1907, 1968, 1985, 1986, 1989, 2009
- Finalista Pucharu Ligi Angielskiej (2): 1977, 1984
- Charity Shield (9): 1928, 1932, 1963, 1970, 1984, 1985, 1986, 1987, 1995
- Puchar Anglii Młodzików (3): 1965, 1984, 1998

Międzynarodowe
- Puchar Zdobywców Pucharów (1): 1985

## Stadion

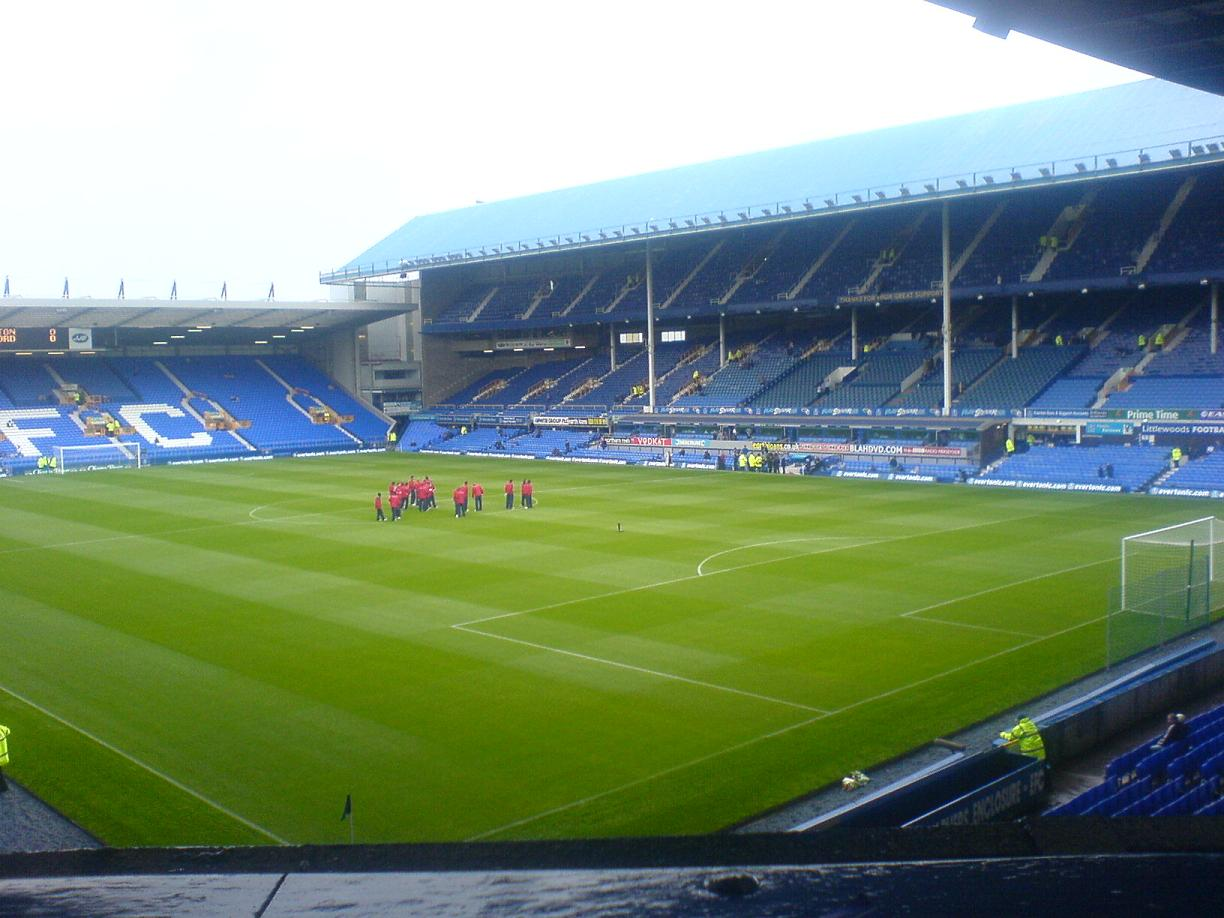
Goodison Park

Everton rozgrywa swoje mecze na stadionie Goodison Park. W skład stadionu wchodzą cztery trybuny: Main Stand, Bullens Road, Gwladys Street Stand oraz The Park End. Na stadionie tym może zasiąść 40 158 widzów. Obiekt został otwarty 24 sierpnia 1892 roku. Pierwszy meczem rozegranym na tym stadionie było spotkanie Evertonu z Boltonem Wanderers, zaś najwięcej osób oglądało tutaj mecz z Liverpoolem 18 września 1948. Wtedy na obiekcie było 78 299 osób. Wymiary boiska to 102 na 71 metrów.

## Menadżerowie
| Kadencja  | Trener             |
| --------- | ------------------ |
| 1888-1889 | W.E. Barclay       |
| 1889-1901 | Dick Molyneux      |
| 1901–1918 | Will Cuff          |
| 1919-1935 | Thomas H. McIntosh |
| 1939-1948 | Theo Kelly         |
| 1948-1956 | Cliff Britton      |
| 1956-1958 | Ian Buchan         |
| 1958−1961 | Johnny Carey       |
| 1961-1973 | Harry Catterick    |
| 1973      | Tom Eggleston      |
| 1973–1977 | Billy Bingham      |
| 1977      | Steve Burtenshaw   |
| 1977–1981 | Gordon Lee         |
| 1981–1987 | Howard Kendall     |

| Kadencja  | Trener           |
| --------- | ---------------- |
| 1987–1990 | Colin Harvey     |
| 1990      | Jimmy Gabriel    |
| 1990–1993 | Howard Kendall   |
| 1993−1994 | Jimmy Gabriel    |
| 1994      | Mike Walker      |
| 1994-1997 | Joe Royle        |
| 1997      | Dave Watson      |
| 1997–1998 | Howard Kendall   |
| 1998–2002 | Walter Smith     |
| 2002–2013 | David Moyes      |
| 2013–2016 | Roberto Martínez |
| 2016–2017 | Ronald Koeman    |
| 2017–2018 | Sam Allardyce    |
| 2018–2019 | Marco Silva      |
| 2019      | Duncan Ferguson  |
| 2019–2021 | Carlo Ancelotti  |
| 2021–2022 | Rafael Benítez   |

## Obecny skład
Stan na 12 sierpnia 2025
| Nr | Poz. | Piłkarz                                        |
| -- | ---- | ---------------------------------------------- |
| 1  | BR   | Jordan Pickford                                |
| 2  | OB   | Nathan Patterson                               |
| 5  | OB   | Michael Keane                                  |
| 6  | OB   | James Tarkowski                                |
| 7  | NA   | Dwight McNeil                                  |
| 10 | NA   | Iliman Ndiaye                                  |
| 11 | NA   | Thierno Barry                                  |
| 12 | BR   | Mark Travers                                   |
| 14 | NA   | Beto                                           |
| 15 | OB   | Jake O’Brien                                   |
| 17 | NA   | Youssef Chermiti                               |
| 18 | PO   | Jack Grealish (wypożyczony z Manchesteru City) |

| Nr | Poz. | Piłkarz                  |
| -- | ---- | ------------------------ |
| 19 | OB   | Witalij Mykołenko        |
| 22 | PO   | Kiernan Dewsbury-Hall    |
| 23 | OB   | Séamus Coleman (kapitan) |
| 24 | PO   | Carlos Alcaraz           |
| 27 | PO   | Idrissa Gueye            |
| 32 | OB   | Jarrad Branthwaite       |
| 37 | PO   | James Garner             |
| 39 | OB   | Adam Aznou               |
| 42 | PO   | Tim Iroegbunam           |
| 45 | PO   | Harrison Armstrong       |
| 53 | BR   | Harry Tyrer              |

## Sztab szkoleniowy

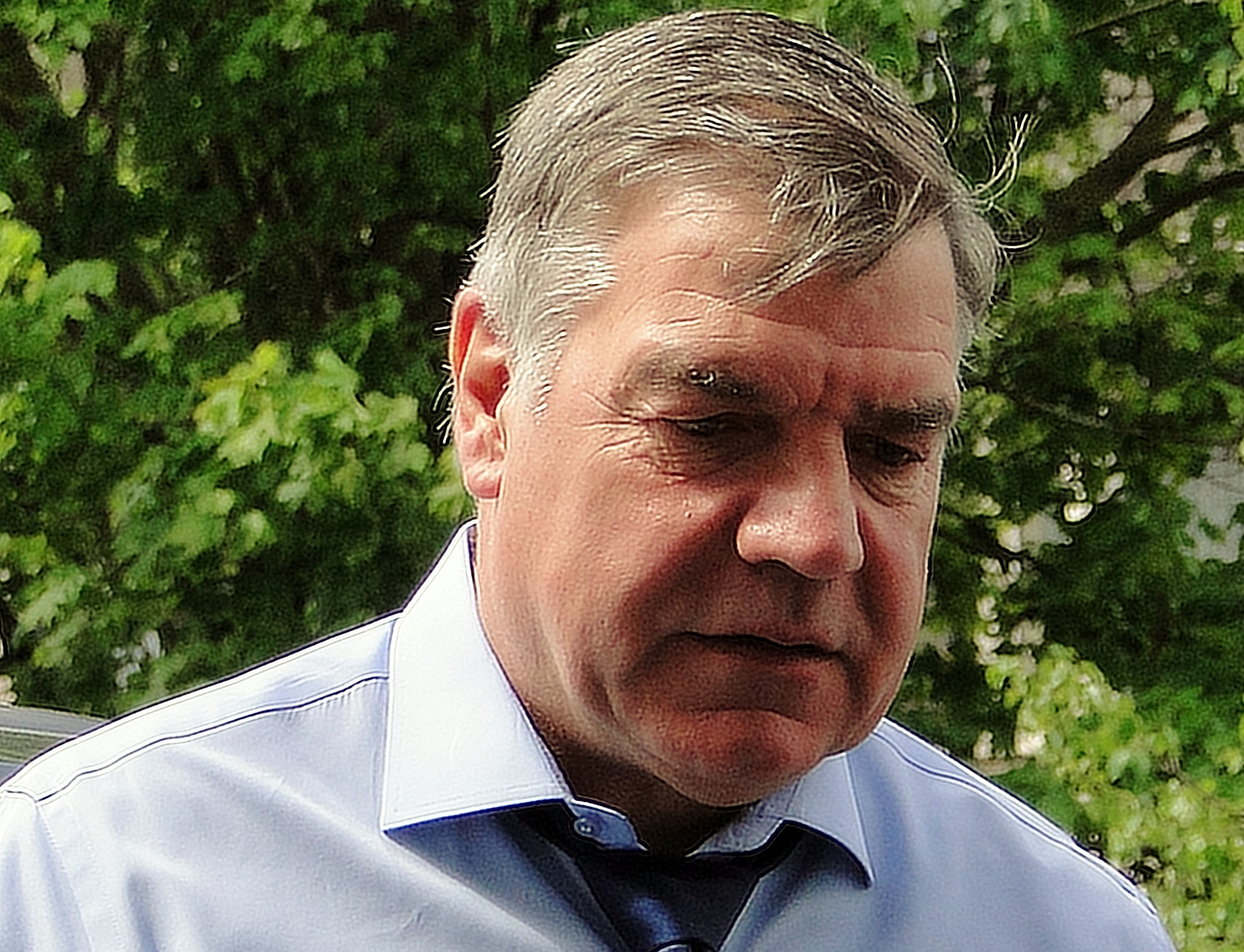
Były trener Evertonu – Sam Allardyce.

Aktualne na dzień 31 maja 2018.
| Funkcja                    | Imię i Nazwisko   | Kraj              |
| -------------------------- | ----------------- | ----------------- |
| menadżer                   |                   |                   |
| asystent menadżera         |                   |                   |
| trener pierwszego zespołu  | Duncan Ferguson   | Szkocja           |
| trener bramkarzy           | Patrick Lodewijks | Holandia          |
| menadżer U-23              | David Unsworth    | Anglia            |
| instruktor fitness         | Jan Kluitenberg   | Holandia          |
| lekarz klubowy             | Ian Irving        | Anglia            |
| fizjoterapeuta             | Matt Connery      | Anglia            |
| szef skautów               | Kevin Reeves      | Anglia            |
| masażysta                  | Jimmy Comer       | Anglia            |
| menadżer od strojów        | Jimmy Martin      | Anglia            |
| dyrektor akademii          | Peter Vint        | Stany Zjednoczone |
| trener juniorów            | Kevin Sheedy      | Irlandia          |
| szef wyszkolenia bramkarzy | Kevin O’Brien     | Anglia            |

## Kibice i rywale

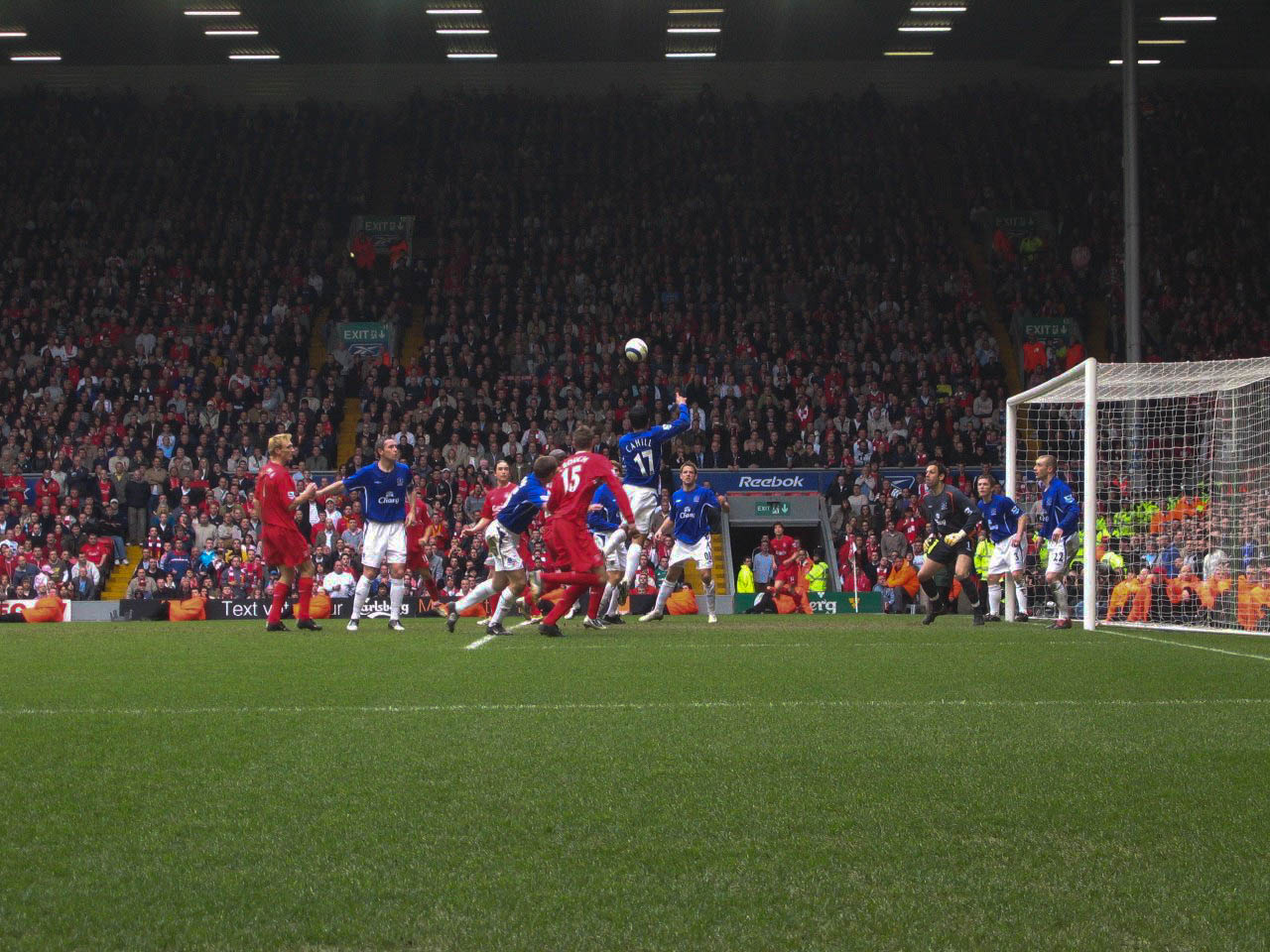
Derby Merseyside

Everton pod względem średniej liczby widzów na mecz plasuje się na dziewiątym miejscu w Anglii. Fani pochodzą najczęściej z regionu North West England, szczególnie z Merseyside oraz Cheshire. Everton ma również wielu kibiców z Walii oraz z Irlandii. Fani klubu mieszkają również w takich miejscach jak Ameryka Północna, Singapur, Norwegia, Cypr czy Tajlandia. Everton ma również kibiców w Australii, skąd pochodzi Tim Cahill. Oficjalnym stowarzyszeniem fanów drużyny jest Evertonia. Wydają oni magazyny fanowskie, między innymi When Skies are Grey czy Speke from the Harbour, które są sprzedawane w czasie meczów na Goodison Park.
Największym rywalem Evertonu jest Liverpool, mecze między nimi są określane jako Derby Liverpoolu lub Derby Merseyside.

## Hymn
For it’s a Grand Old Team to play for,

And it’s a Grand Old team to support,

And if you know your history,

It’s enough to make your heart go woooooah...........,

We don’t care what the Red shite say,

What the fuck do we care,

Because we only know,

That there’s gonna be a show,

When the Everton boys are there.